# تیللایادی
تیللایادی (به لاتین: Thillayadi) یک منطقهٔ مسکونی در سری‌لانکا است که در ناحیه پوتالام واقع شده‌است.